# Supercoppa italiana 2005 (calcio femminile)
La Supercoppa italiana 2005 di calcio femminile è stata la nona edizione della competizione. Si è disputata sabato 3 settembre 2005 al Centro tecnico federale Luigi Ridolfi di Coverciano, Firenze, tra il Bardolino Verona, vincitore del campionato 2004-2005, e la Torres Terra Sarda, vincitrice della Coppa Italia 2004-2005.
A prevalere sono le gialloblù veronesi con la rete decisiva di Valentina Boni sul finale di partita.

## Tabellino
| Arbitro: | Cuscito (Firenze) |

|          |           |  |
| Boni 86’ | Marcatori |  |

### Formazioni
| Bardolino Verona |  |                     |       |
|                  |  |                     |       |
| P                |  | Fabiana Comin       |       |
| D                |  | Daniela Tavalazzi   |       |
| D                |  | Elena Ficarelli     |       |
| D                |  | Daniela Turra       |       |
| D                |  | Cristina Cassanelli |       |
| C                |  | Cristina Bonometti  | 58’   |
| C                |  | Maria Iole Volpi    |       |
| C                |  | Laura Barbierato    |       |
| C                |  | Elisa Camporese     | 89’   |
| A                |  | Valentina Boni (c)  |       |
| A                |  | Maddalena Gozzi     | 90+4’ |
| A disposizione:  |  |                     |       |
| D                |  | Giorgia Motta       | 89’   |
| C                |  | Debora Mascanzoni   | 90+4’ |
| A                |  | Cristiana Girelli   | 58’   |
| Allenatore:      |  |                     |       |
| Renato Longega   |  |                     |       |

| Torres           |  |                     |     |
|                  |  |                     |     |
| P                |  | Elisa Forlucci      |     |
| D                |  | Monica Placchi      |     |
| D                |  | Gioia Masia         | 88’ |
| D                |  | Eleonora Carrus     | 62’ |
| D                |  | Martina Cortesi     |     |
| C                |  | Elisabetta Tona     |     |
| C                |  | Samantha Ceroni     |     |
| C                |  | Tamara Pintus       |     |
| C                |  | Pamela Conti        |     |
| A                |  | Giulia Domenichetti |     |
| A                |  | Merete Pedersen     |     |
| A disposizione:  |  |                     |     |
| D                |  | Luisa Marchio       | 62’ |
| A                |  | Valentina Valenti   | 88’ |
| Allenatore:      |  |                     |     |
| Michele Pintauro |  |                     |     |